# Istituto piemontese per la storia della Resistenza e della società contemporanea "Giorgio Agosti"
L'Istituto piemontese per la storia della Resistenza e della società contemporanea "Giorgio Agosti" (Istoreto) è un centro studi sulla Resistenza italiana.
È associato all'Istituto Nazionale Ferruccio Parri. Rete degli istituti per la storia della Resistenza e dell'età contemporanea e dal 2003 ha sede a Torino nel palazzo dei Quartieri Militari costruito su disegno di Filippo Juvarra.
L'attività dell'Istoreto, dedicata alla storia della Resistenza e alla valorizzazione dei suoi ideali, si è estesa alla storia di tutto il XX secolo con particolare riguardo a Torino e al Piemonte.

## Storia
L'Istoreto è nato come progetto nell'immediato dopoguerra, su impulso del Presidente del Comitato di Liberazione Nazionale piemontese Franco Antonicelli e di Alessandro Galante Garrone, che in seguito nel 1947 avrebbero dato vita all'Associazione per la storia della Resistenza in Piemonte e, poco dopo, all'Istituto storico della Resistenza in Piemonte.
Dal 1995 l'Istituto ha assunto la denominazione attuale, in considerazione dell'attività archivistica, scientifica, didattica, che si estende a tutto il XX secolo. Nel 2004 l'Istituto è stato intitolato a Giorgio Agosti, già suo presidente dal 1974 al 1992. Dal 2015 l'Istoreto è partner del Polo del '900.

## Archivio
Tra i compiti istituzionali dell'Istituto vi è quello di raccogliere, ordinare e conservare gli archivi del CLN e delle formazioni partigiane che operarono in Piemonte.
Tutta la documentazione originale dell'Ufficio storico del CLN-regionale piemontese è custodita nell'archivio dell'Istituto, che si è arricchito grazie ai versamenti effettuati dai comandanti e dai partigiani appartenuti alle varie divisioni, come il fondo del Comando del 1º gruppo divisioni alpine autonome del maggiore Enrico Martini Mauri e l'archivio di Aminta Migliari, oltre che da documenti di organismi politici e da microfilm di carte americane, inglesi tedesche, francesi.
Dagli anni Ottanta il campo delle ricerche dell'Istituto si è allargato al periodo fra le due guerre (è stata effettuata la schedatura, in collaborazione con l'Archivio di Stato di Torino, del fondo del Partito Nazionale Fascista torinese), al secondo dopoguerra (nuovi ceti dirigenti della Repubblica, processi giudiziari post liberazione), e si è rivolto ai temi di storia sociale, alla storia di genere, all'analisi della composizione sociale del partigianato piemontese, alla ricostruzione.
Oltre alle carte partigiane sono stati acquisiti e ordinati altri importanti archivi. Un primo e consistente ambito riguarda partiti politici e associazioni: il fondo Federazione Partito liberale italiano 1945-1990, il fondo Partito d'azione-Unione regionale piemontese; il fondo Partito dei contadini, il fondo nazionale, in deposito, dell'Associazione Famiglie Martiri della Lotta di Liberazione, l'archivio della sede piemontese dell'Associazione ricreativa culturale italiana, l'archivio Laura Colonnetti-Fédération éuropéenne de secours aux étudiants.
Grande rilevanza hanno avuto le acquisizioni di importanti archivi di personalità legate alla resistenza come Giorgio Vaccarino, Amedeo Ugolini, Giorgio Agosti, Lia Corinaldi, Nicola Grosa, gli archivi della resistenza nelle valli valdesi, quelli di Umberto Zanatta, Filippo Frassati, Bruno Carli, il vastissimo archivio di Guido Quazza, gli archivi di Aldo Garosci, Bruno Vasari e Germano Facetti. A partire dal 2014 è in corso l'acquisizione degli archivi personali degli aderenti all'associazione Magistratura democratica.

## Biblioteca ed emeroteca
La biblioteca è fondata sul nucleo delle raccolte del disciolto CLN piemontese (83 titoli con l'aggiunta di 92 opuscoli ed alcune testate che davano inizio all'emeroteca), e ha raggiunto la consistenza di circa 65.000 volumi.
Questo risultato si è ottenuto grazie al progressivo incremento avviato a partire dal 1947: in particolare si è provveduto ad accrescere le sezioni legate alla deportazione, alla scrittura personale e alla memorialistica.
Attualmente la biblioteca comprende quattro sezioni principali (fascismo e antifascismo, resistenza, storia dell'Italia repubblicana, opere di storia generale), variamente suddivise al loro interno per un totale di oltre 200 sottosezioni.
Numerose sono le donazioni di volumi da parte di ex partigiani, studiosi di storia contemporanea e militanti di partiti o organizzazioni politiche che hanno voluto lasciare allIstoreto le loro biblioteche. Tra i fondi di maggior rilievo ricordiamo quelli di Aldo Garosci, Guido Quazza e Bruno Vasari.
Di notevole interesse è anche l'emeroteca che conta circa 2500 titoli. La parte più rilevante è costituita dalla raccolta di periodici clandestini (stampati fra il 1943 e il 1945) che comprende oltre 300 testate.

## Ricerca
L'Istoreto ha sviluppato diverse linee di ricerca: in particolare, negli ultimi anni, ha realizzato un seminario annuale dal titolo Giellismo e azionismo: cantieri aperti che fa il punto sugli studi intorno al movimento di Giustizia e Libertà e la storia del Partito d'Azione e dei suoi militanti.
Frequenti sono anche le collaborazioni internazionali, come nel caso del progetto La memoria delle Alpi / La Mémoire des Alpes che ha permesso di studiare la storia del territorio e delle società alpine occidentali nella seconda guerra mondiale con un metodo comparativo e in una prospettiva sovranazionale.

## Didattica
Dal 1977 l'Istoreto ha attivato un settore di ricerca sulla didattica della storia, proponendo e realizzando corsi, seminari, incontri rivolti a docenti e allievi intorno alla storia del Novecento, la storia delle donne, l'educazione alla legalità, cittadinanza e territorio, le metodologie didattiche. Particolari iniziative vengono predisposte per le ricorrenze civili (Giorno della Memoria, Giornata del Ricordo, Festa della Liberazione, anniversario della Repubblica). Dal 2013 ha sviluppato moduli formativi e corsi di formazione rivolti agli insegnanti sull'utilizzo delle nuove tecnologie nella didattica.

## Sistemi integrati e banche dati
Per rendere accessibile e consultabile il patrimonio archivistico e documentario in possesso dell'Istoreto e rendere pubblici i risultati delle ricerche compiute, sono state realizzate alcune applicazioni informatiche consultabili on-line:
La banca dati del Partigianato Piemontese ha censito 91.847 nominativi di partigiani combattenti, patrioti e benemeriti piemontesi.
La banca dati delle Lapidi di Torino ha censito 205 schede di lapidi e 369 schede biografiche.
La banca dati dell'Archivio della Deportazione piemontese (ADP) dà accesso alle testimonianze di più di 200 uomini e donne deportati del Piemonte; questo patrimonio è stato raccolto dall'ANED negli anni Ottanta, ed è stato integrato con i profili biografici dei testimoni e con ulteriore materiale storico in un lavoro di ricerca iniziato nel 2001.
La banca dati sull'Esodo Istriano-Fiumano-Dalmata in Piemonte ha intrecciato le testimonianze di diversi esuli presenti nel territorio piemontese con altre fonti archivistiche e documentarie.
Buona parte del materiale d'archivio dell'Istoreto è inoltre catalogato nel sistema integrato ArchoS